# Lisa Borg
Lisa Anna Sofia Borg, född Anckarman 2 november 1989 i Helga Trefaldighets församling i Uppsala, är en svensk mediaprofil, stylist och programledare. Hon är sedan 2022 gift med Henrik Elvejord Borg.

## Biografi
Lisa Borg är en medieprofil med ett stort antal följare på olika plattformar såsom Youtube, Instagram och Snapchat. På Instagram har hon över 278 000 följare och på YouTube över 192 000 följare (december 2024). Hon är bland annat känd för styla kändisar på sina kanaler. Hon har även varit stylist i bland annat Melodifestivalen. Hon har vidare medverkat i flera realityserier såsom Herre på täppan och Good Luck Guys som hon vann tillsammans med Henrik Elvejord Borg.
Tillsammans med Smail Alihodzic har hon programlett eftersnacksprogrammet till Paradise Hotel, Studio Paradise. Efter namnbytet till Paradise hotel – utcheckningen tog hon över som ensam programledare. Hon kommer tillsammans med Henrik Elvejord Borg vara huvudpersoner i Viaplay-produktionen Borgs 24/7 som har en planerad premiär på Viaplay och TV3 i januari 2025.